# Manny Edmonds
Manuel Edmonds (Manny), nascut el 12 d'abril de 1977 a Ashburton (Nova Zelanda), és un jugador de rugbi a 15 neozelandès. Ha jugat amb la selecció nacional d'Austràlia i ocupa al lloc de mig d'obertura o darrere a l'USAP (1,82 m per a 94 kg).

## Carrera

### En club
- 2001-2002 : New South Wales Waratahs (Austràlia)
- 2002-2007 : USAP Perpinyà (França)
- des de 2007 : Aviron bayonnais (França)

### En equip nacional
- Ha estat una vegada internacional amb l'equip d'Austràlia el 22 de setembre de 1998 contra l'equip de Tonga.

## Palmarès

### En club
- Finalista del Campionat de França de rugbi a 15: 2004

### En equip nacional
- 2 seleccions en equip d'Austràlia en 1998 i 2001
- 2 proves, 1 penalitat, 5 transformacions (23 punts)
- Equip amb Austràlia A : 1 selecció el 2002 (França A)

### Personal
- Escollit jugador millor del Top 16 pels seus companys: 2004